# Oberleitungsbus Gent
| |        |                             |                             |
| Streckenlänge: | 8,5 km |                             |                             |
| |        |                             |                             |
| \| \| \| \| \| \| \| \| Mariakerke \| \| \| \| \| \| \| \| \| \| M. Claeysplein \| \| \| \| \| Spellewerkstraat \| \| \| \| \| Jutestraat \| \| \| \| \| Fluweelstraat \| \| \| \| \| Malpertuursplein \| \| \| \| \| Rooigemlaan \| \| \| \| \| Bevrijdingslaan \| \| \| \| \| E. Seghersplein \| \| \| \| \| Brugsepoort \| \| \| \| \| Peperstraat \| \| \| \| \| Poel \| \| \| \| \| Korenmarkt \| \| \| \| \| Stadhuis \| \| \| \| \| St. Jacobs \| \| \| \| \| Steendam \| \| \| \| \| Hagelandkaai/Dampoortstraat \| \| \| \| \| Dampoort \| \| \| \| \| Nieuwhof \| \| \| \| \| Banierstraat \| \| \| \| \| Heernisplein \| \| \| \| \| Gentbruggestraat \| \| \| \| \| Gentbruggebrug \| \| \| \| \| Tweekapellenstraat \| \| \| \| \| E. Hielstraat \| \| \| \| \| \| \| \| \| \| Meersemdries \| \| \| \| \| \| \| |        |                             |                             |
| U-Bahn-Strecke von links (außer Betrieb) · U-Bahn-Strecke von rechts (außer Betrieb) |        |                             |                             |
| U-Bahn-Strecke (außer Betrieb) · U-Bahn-Bahnhof (Strecke außer Betrieb) |        | Mariakerke                  | Mariakerke                  |
| U-Bahn-Strecke nach links (außer Betrieb) · U-Bahn-Abzweig geradeaus und von rechts (Strecke außer Betrieb) |        |                             |                             |
| U-Bahn-Haltepunkt / Haltestelle (Strecke außer Betrieb) |        | M. Claeysplein              | M. Claeysplein              |
| U-Bahn-Haltepunkt / Haltestelle (Strecke außer Betrieb) |        | Spellewerkstraat            | Spellewerkstraat            |
| U-Bahn-Haltepunkt / Haltestelle (Strecke außer Betrieb) |        | Jutestraat                  | Jutestraat                  |
| U-Bahn-Haltepunkt / Haltestelle (Strecke außer Betrieb) |        | Fluweelstraat               | Fluweelstraat               |
| U-Bahn-Haltepunkt / Haltestelle (Strecke außer Betrieb) |        | Malpertuursplein            | Malpertuursplein            |
| U-Bahn-Haltepunkt / Haltestelle (Strecke außer Betrieb) |        | Rooigemlaan                 | Rooigemlaan                 |
| U-Bahn-Haltepunkt / Haltestelle (Strecke außer Betrieb) |        | Bevrijdingslaan             | Bevrijdingslaan             |
| U-Bahn-Haltepunkt / Haltestelle (Strecke außer Betrieb) |        | E. Seghersplein             | E. Seghersplein             |
| U-Bahn-Haltepunkt / Haltestelle (Strecke außer Betrieb) |        | Brugsepoort                 | Brugsepoort                 |
| U-Bahn-Haltepunkt / Haltestelle (Strecke außer Betrieb) |        | Peperstraat                 | Peperstraat                 |
| U-Bahn-Haltepunkt / Haltestelle (Strecke außer Betrieb) |        | Poel                        | Poel                        |
| U-Bahn-Haltepunkt / Haltestelle (Strecke außer Betrieb) |        | Korenmarkt                  | Korenmarkt                  |
| U-Bahn-Haltepunkt / Haltestelle (Strecke außer Betrieb) |        | Stadhuis                    | Stadhuis                    |
| U-Bahn-Haltepunkt / Haltestelle (Strecke außer Betrieb) |        | St. Jacobs                  | St. Jacobs                  |
| U-Bahn-Haltepunkt / Haltestelle (Strecke außer Betrieb) |        | Steendam                    | Steendam                    |
| U-Bahn-Haltepunkt / Haltestelle (Strecke außer Betrieb) |        | Hagelandkaai/Dampoortstraat | Hagelandkaai/Dampoortstraat |
| U-Bahn-Haltepunkt / Haltestelle (Strecke außer Betrieb) |        | Dampoort                    | Dampoort                    |
| U-Bahn-Haltepunkt / Haltestelle (Strecke außer Betrieb) |        | Nieuwhof                    | Nieuwhof                    |
| U-Bahn-Haltepunkt / Haltestelle (Strecke außer Betrieb) |        | Banierstraat                | Banierstraat                |
| U-Bahn-Haltepunkt / Haltestelle (Strecke außer Betrieb) |        | Heernisplein                | Heernisplein                |
| U-Bahn-Haltepunkt / Haltestelle (Strecke außer Betrieb) |        | Gentbruggestraat            | Gentbruggestraat            |
| U-Bahn-Haltepunkt / Haltestelle (Strecke außer Betrieb) |        | Gentbruggebrug              | Gentbruggebrug              |
| U-Bahn-Haltepunkt / Haltestelle (Strecke außer Betrieb) |        | Tweekapellenstraat          | Tweekapellenstraat          |
| U-Bahn-Haltepunkt / Haltestelle (Strecke außer Betrieb) |        | E. Hielstraat               | E. Hielstraat               |
| U-Bahn-Strecke von links (außer Betrieb) · U-Bahn-Abzweig geradeaus und nach rechts (Strecke außer Betrieb) |        |                             |                             |
| U-Bahn-Strecke (außer Betrieb) · U-Bahn-Bahnhof (Strecke außer Betrieb) |        | Meersemdries                | Meersemdries                |
| U-Bahn-Strecke nach links (außer Betrieb) · U-Bahn-Strecke nach rechts (außer Betrieb) |        |                             |                             |

Der Oberleitungsbus Gent war ein Oberleitungsbus-Betrieb in Belgien. Er existierte vom 24. März 1989 bis zum 14. Juni 2009 und wurde von der Verkehrsgesellschaft De Lijn betrieben. Er war während dieser Zeit der einzige belgische O-Bus-Betrieb, die drei übrigen Netze in Antwerpen (1929 bis 1964), Brüssel (1939 bis 1964) und Lüttich (1930 bis 1971) wurden bedeutend früher aufgelassen.

## Geschichte
Der Oberleitungsbus Gent bestand aus einer einzigen 8,5 Kilometer langen Strecke, sie wurde von der stark frequentierten Linie 3 bedient. Diese führte in der Innenstadt unter anderem durch enge Straßenzüge. Hierbei handelte es sich ursprünglich um eine Linie der Straßenbahn Gent, die O-Bus-Linie entsprach weitgehend der Streckenführung der früheren Straßenbahnlinie 3 Mariakerke – St. Amandsberg, Scheldebrug (Meersendries). Diese wurde am 30. November 1969 auf Omnibusbetrieb umgestellt.
Am 9. April 2004 wurde der Obus-Betrieb in Gent wegen Bauarbeiten vorübergehend eingestellt, bereits damals gab es Spekulationen über eine möglicherweise bevorstehende Betriebseinstellung. Jedoch wurde der elektrische Verkehr zum 15. Oktober 2005 wieder aufgenommen. 

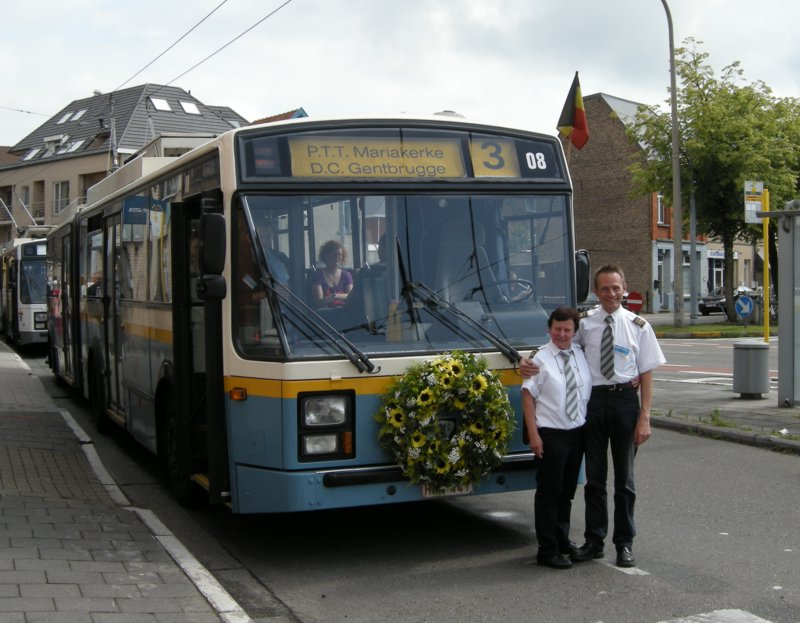
Offizielle Verabschiedung am 14. Juni 2009

Die O-Bus-Linie 3 verkehrte lange Jahre im Siebeneinhalb-Minuten-Takt, zum Fahrplanwechsel im Dezember 2007 wurde sie schließlich auf einen Sechs-Minuten-Takt umgestellt. Ebenfalls 2007 beschloss De Lijn die Neubeschaffung von 21 Gelenk-O-Bussen, sie sollten die Fahrzeuge aus dem Eröffnungsjahr ablösen. Das entsprechende Lastenheft war bereits fertiggestellt, zwei Hersteller sandten im August 2007 Probefahrzeuge nach Gent. Noch am 9. Januar 2008 entschied der De-Lijn-Verwaltungsrat alternativ Duo-Busse zu beschaffen, dazu kam es jedoch nicht mehr. 
Im Verlaufe des Jahres 2008 erfolgte der Niedergang des Genter O-Bus-Systems, im Juni 2008 kamen auf den sechzehn Kursen der Linie 3 beispielsweise nur noch sieben O-Busse zum Einsatz. Am 23. Dezember 2008 kamen letztmals drei O-Busse zum Einsatz, danach wurde der Wagenauslauf komplett mit neubeschafften Dieselbussen abgedeckt. Lediglich am 11. März 2009 musste letztmals ein O-Bus ersatzweise aushelfen. Die offizielle Abschiedsfahrt fand schließlich am 14. Juni 2009 statt. 

## Fahrzeuge

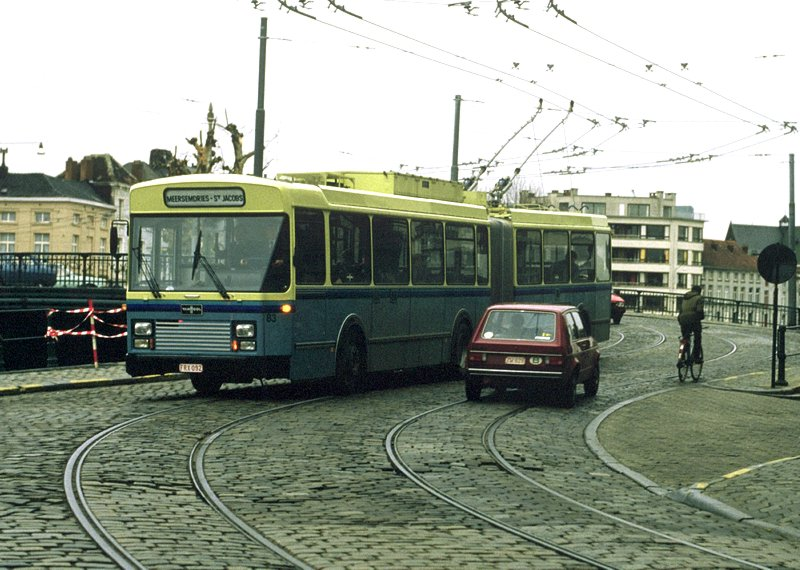
Der Prototyp 83

Zur Betriebseröffnung verfügte der Oberleitungsbus Gent über 20 Gelenkwagen des lokalen Herstellers Van Hool. Die Typenbezeichnung lautete AG 280 T, die Baureihe verfügte unter anderem über einen starken Diesel-Hilfsantrieb. Zuvor wurde bereits Anfang 1985 ein Prototyp gebaut, er befand sich vorab zu Testzwecken beim Oberleitungsbus Solingen. Dort reihte man ihn von März bis August 1985 vorübergehend unter der Betriebsnummer 83 in den Bestand ein. Das Fahrzeug gelangte selbst nie in Gent in den Betrieb und diente später dem Hersteller als Versuchsträger, ehe man es zerlegte und verschrottete. Die Serienwagen wurden schließlich in den Jahren 1987 und 1988 gebaut. 
Als erster Wagen wurde 2001 O-Bus 04 ausgemustert, im Dezember 2003 folgte Wagen 18. Im Mai 2007 wurde schließlich das Fahrzeug mit der Nummer 16 als Ersatzteilspender abgestellt. Nachdem im Mai und Juni 2008 jeweils drei weitere O-Busse abgestellt wurden (nach Schwierigkeiten mit dem Hilfsantrieb), standen in der Endphase des Genter O-Bus-Betriebs nur noch elf Wagen zur Verfügung. Somit konnten ab Sommer 2008 nicht mehr alle Kurse der Linie 3 elektrisch bedient werden. Nach der Einstellung des Betriebs verkaufte man 15 der ehemals 20 Gelenkwagen an die bulgarische Stadt Plovdiv, wo sie weiterhin im Einsatz sind. Wagen 08 blieb als Museumswagen in Gent, Wagen 11 wurde an einen privaten Sammler verkauft. 
Eine Besonderheit des Betriebs in Gent war ein ausgemusterter Van-Hool-Dieselbus, der Spezialstromabnehmer zur Fahrleitungsenteisung montiert bekam.

## Galerie

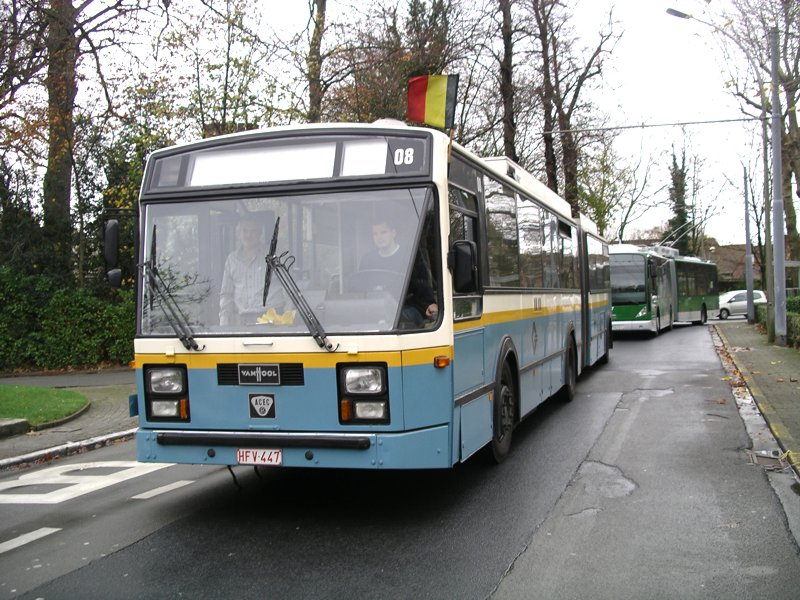
Museums-O-Bus 7408 in der ursprünglichen Lackierung
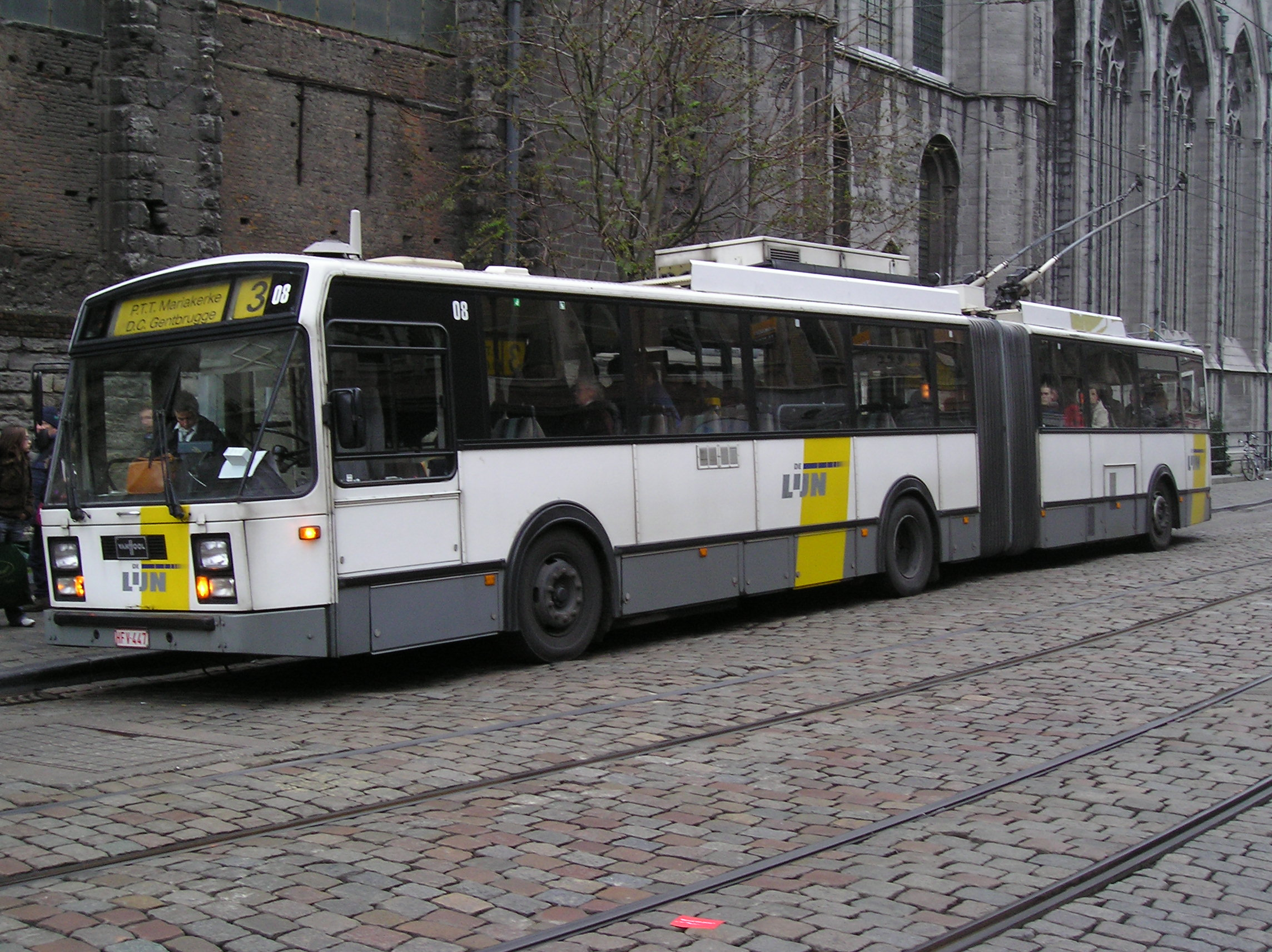
Einsatz auf der Linie 3
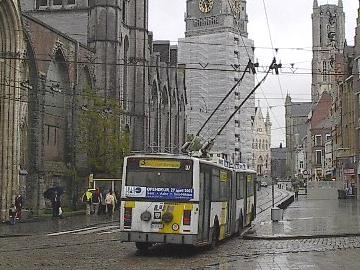
Die O-Bus-Oberleitung kreuzte am Kornmarkt die der Straßenbahn mit Hilfe einer aufwändigen Konstruktion.
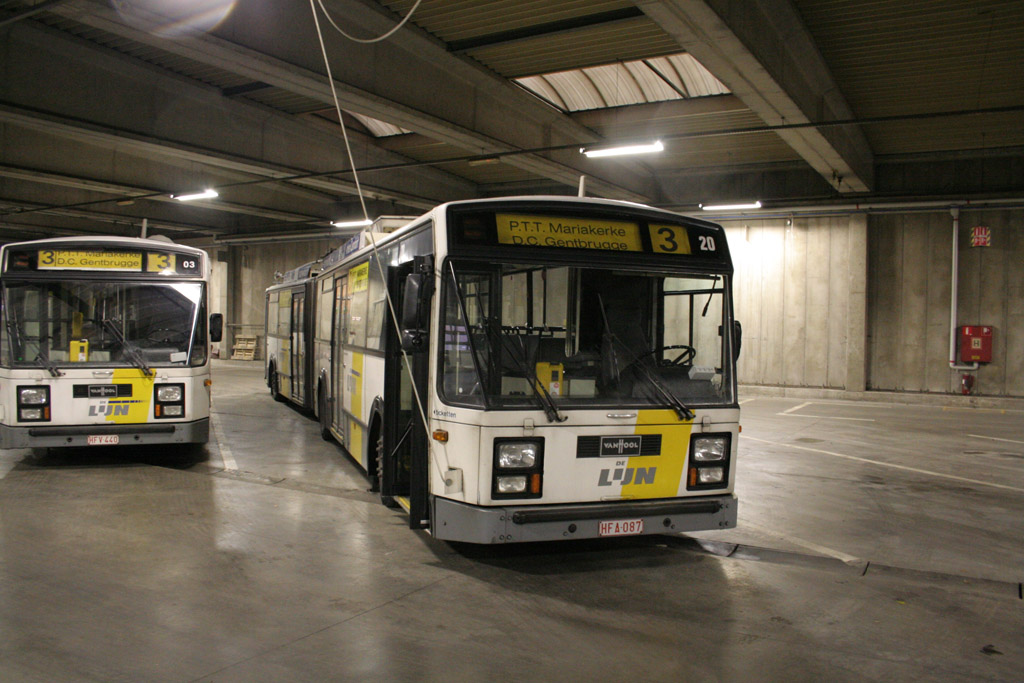
Abgestellte Wagen im Depot
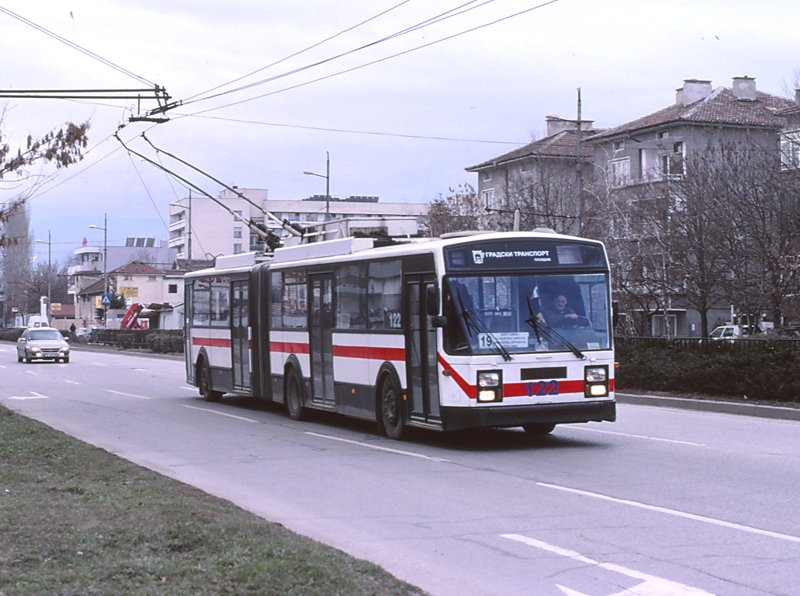
Ehemaliger Wagen aus Gent in Plovdiv